# Velké Karlovice
Velké Karlovice jsou obec v okrese Vsetín Zlínského kraje. Žije zde přibližně 2 400 obyvatel. Součástí obce je i vesnice Malé Karlovice.

## Historie
Vesnici založil majitel rožnovského panství Karel Jindřich ze Žerotína listinou z 8. listopadu 1714, území však leželo na panství vsetínském. To si tento zakladatel přisvojil. Vsetínští majitelé Illesházyové se svého nároku nevzdali, což později vedlo k úřednímu dělení Karlovic na Velké Karlovice na rožnovského panství a ke vzniku Malých Karlovic na panství vsetínském. Ty byly k Velkým Karlovicím znovu připojeny až v roce 1966.
Do počátku 19. století měla obec pouze zemědělský charakter. Ke změně došlo až v souvislosti se založením skláren v první polovině 19. století. Až do světové války, respektive do první republiky znamenalo období sklářské výroby pro obec zlatý věk. Přibylo obyvatel, dařilo se i živnostem. Vrch Soláň, který leží na území obce, byl v minulosti a stále je významným místem setkávání výtvarných umělců. Pošta v obci byla založena 15. září 1861.

### Název
Oblast dnešní obce se před jejím založením měla údajně jmenovat Dolina Urogatina či Urgatina, historické doklady k tomu však neexistují. Toto prastaré pojmenování poprvé roku 1886 publikoval Jan Kutzer v knize Karlovské Zrcadélko. Na etymologický výklad pojmenování vyhlásil roku 1949 vlastivědný časopis Dolina Urgatina soutěž. Andělín Hurt název vykládal jako počeštěné německé Augarten či pojmenování podle nedoloženého lesa Rohatína, tedy Dolina u Rohatína. Název Karlovic vychází z osobního jména zakladatele Karla Jindřicha.

### Sklárny
Františčina huť byla založena v roce 1826 panstvím Valašské Meziříčí – Rožnov. Od roku 1842 ji měla pronajatu firma S. Reich. původně podnikající ve Staré Huti Roku 1859 podnik rozšířili o novou chladicí pec a provedli také změnu ve výrobním programu, původní duté sklo nahradilo sklo tabulové. Tato změna se ale neukázala jako šťastná a již roku 1866 se sortiment opět měnil, tentokrát na skleněné perly a knoflíky. Huť byla uzavřena v roce 1912.
Roku 1863 získala firma S. Reich a spol. do nájmu i nedalekou továrnu na výrobu dehtu ve Velkých Karlovicích – Leskové, vedle které ještě tentýž rok otevřela druhou sklárnu, zvanou Mariánská huť. Vyrábělo se v ní zpočátku také tabulové sklo, později se ale produkce zaměřila především na osvětlovací sklo (různé druhy lustrů a cylindry k lampám). Huť byla uzavřena v roce 1931.
Rodina Reichů byla židovského původu, hlavním představitelem rodiny v obci byl podnikatel Salomon Reich. Do roku 1863 nemohli židé vlastnit žádné nemovitosti, a proto i zde byla firma S. Reich v pronájmu. Teprve po roce 1888 firma S. Reich sklárny koupila a mohla s nimi volně nakládat. Salomon Reich byl dokonce zvolen starostou Karlovic. Nedaleko obce je také židovský hřbitov, V domě č.p. 970 bývala také soukromá synagoga.

## Pamětihodnosti
- Karlovské fojtství (národní kulturní památka)
- Kostel Panny Marie Sněžné (kulturní památka)
- Muzeum Velké Karlovice (kulturní památka)
- Bývalá synagoga a židovský hřbitov
- kaple se zvonicí (kulturní památka)[12]
- boží muka[12]
- pomník padlým partyzánům[12]
- budova fary č.p. 274[12]
- měšťanský dům č.p. 451[12]
- Velké Karlovice-Podťaté (Vesnická památková zóna)

## Zajímavosti
Natáčely se zde seriály Doktor Martin a Strážmistr Topinka, a pohádka Největší dar.

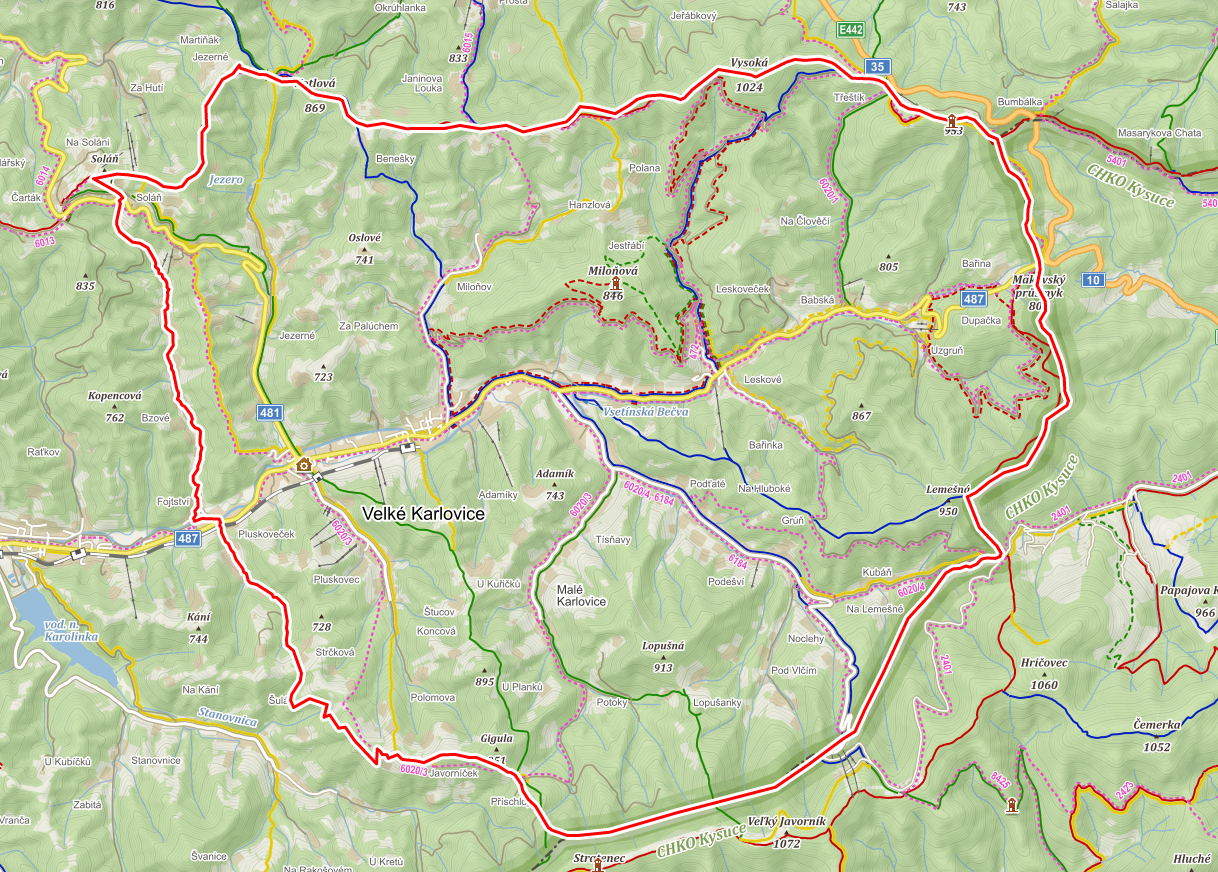
Červeně vyznačené katastrální území Velkých Karlovic

Velké Karlovice se vyznačují nebývale velkou rozlohou v poměru k počtu obyvatel – vzdálenost z jednoho konce obce na druhý přesahuje 10 km. Začátkem 20. století uvedl Čeněk Kramoliš, že Karlovice mají čtyřikrát větší katastrální výměru než moravské hlavní město Brno.
V závěru údolí Malá Hanzlůvka u Velkých Karlovic se rozprostírá národní přírodní rezervace Razula, který leží v Chráněné krajinné oblasti Beskydy. Jde o původní jedlobukový les.

## Doprava
Obec leží na silnicích druhé třídy : II/481 a II/487 a železniční trati Vsetín – Velké Karlovice se zastávkami : Velké Karlovice a Velké Karlovice zastávka.

## Galerie

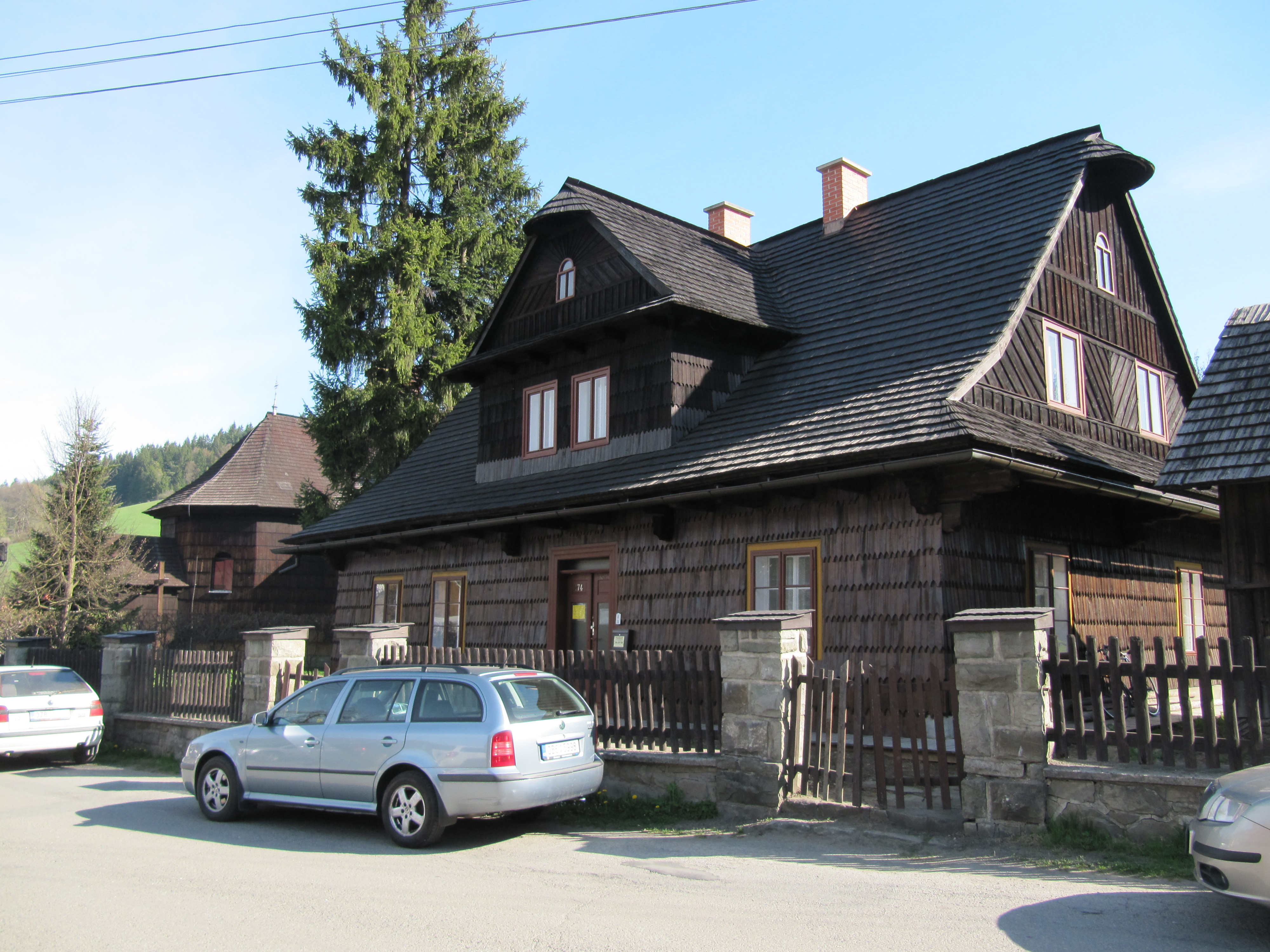
budova fary
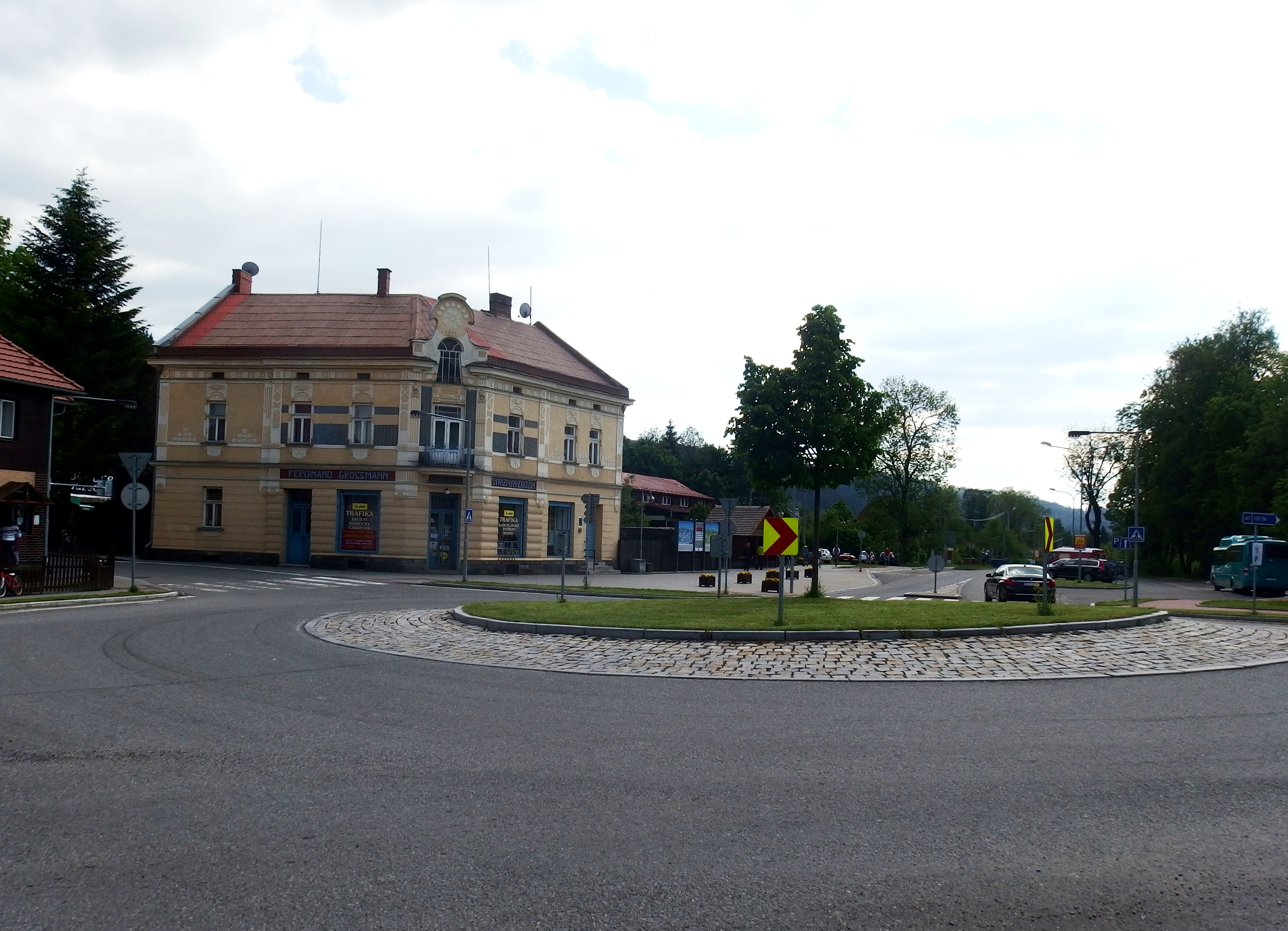
kruhový objezd
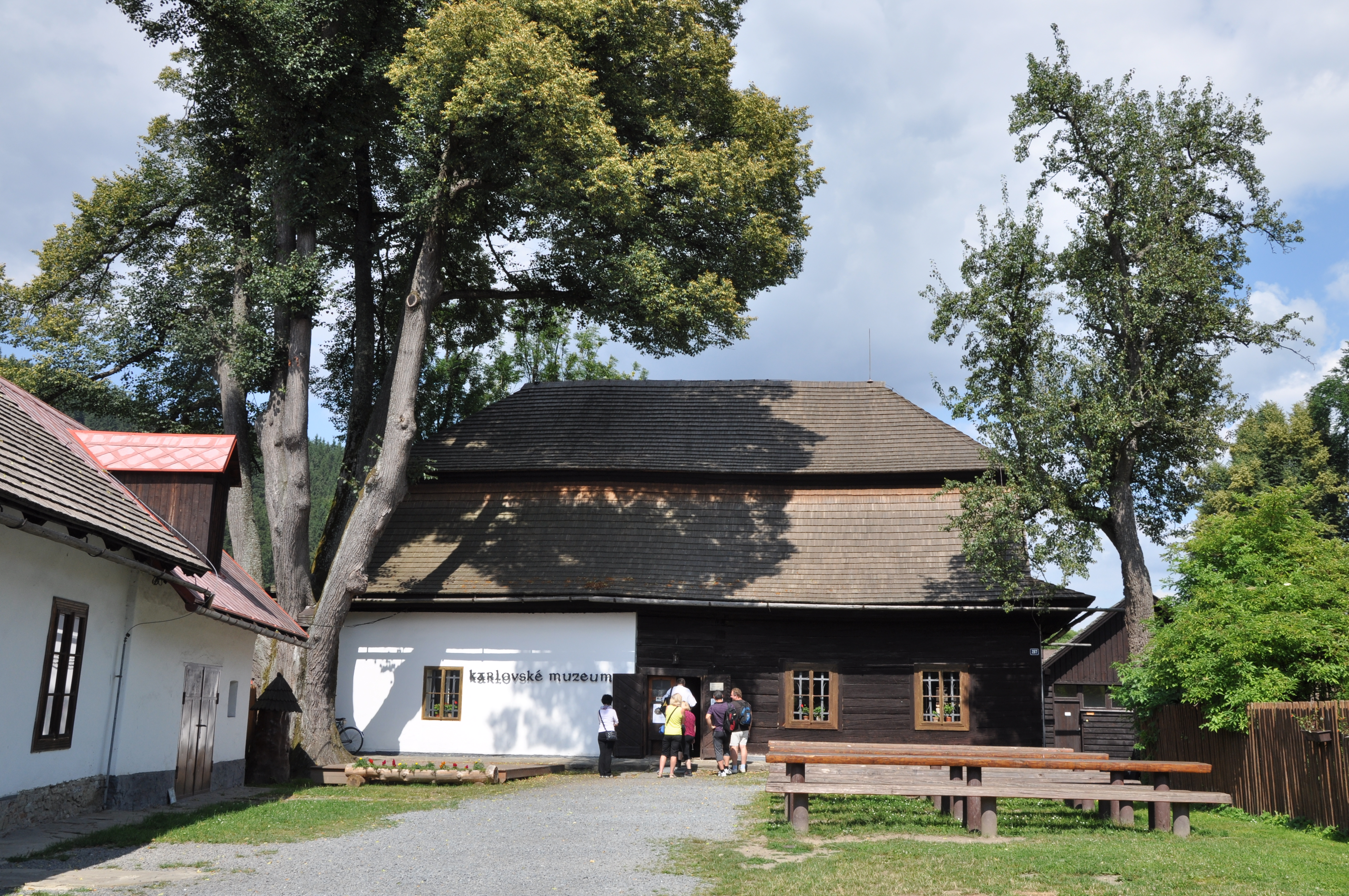
Karlovské muzeum
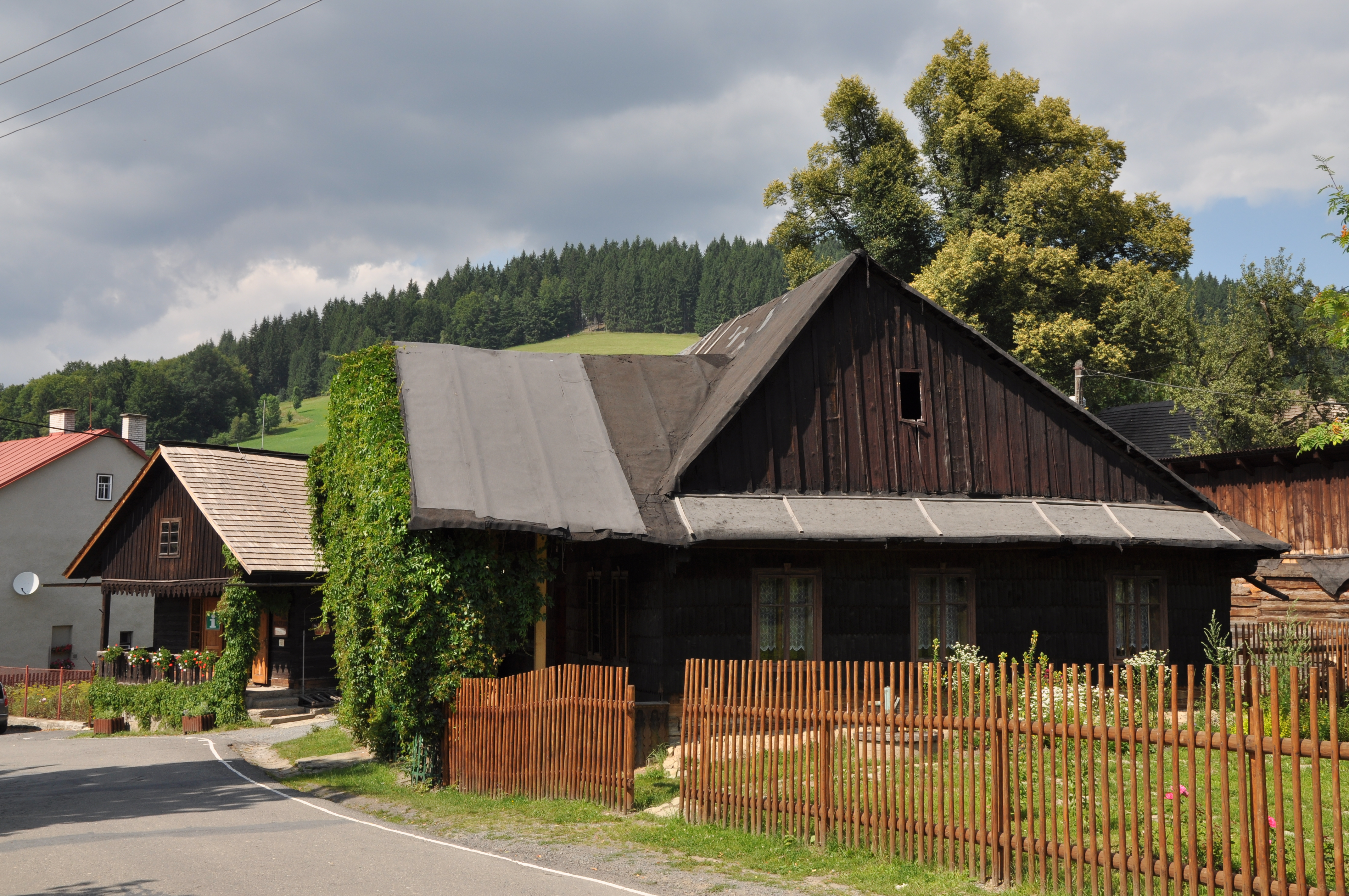
chalupy
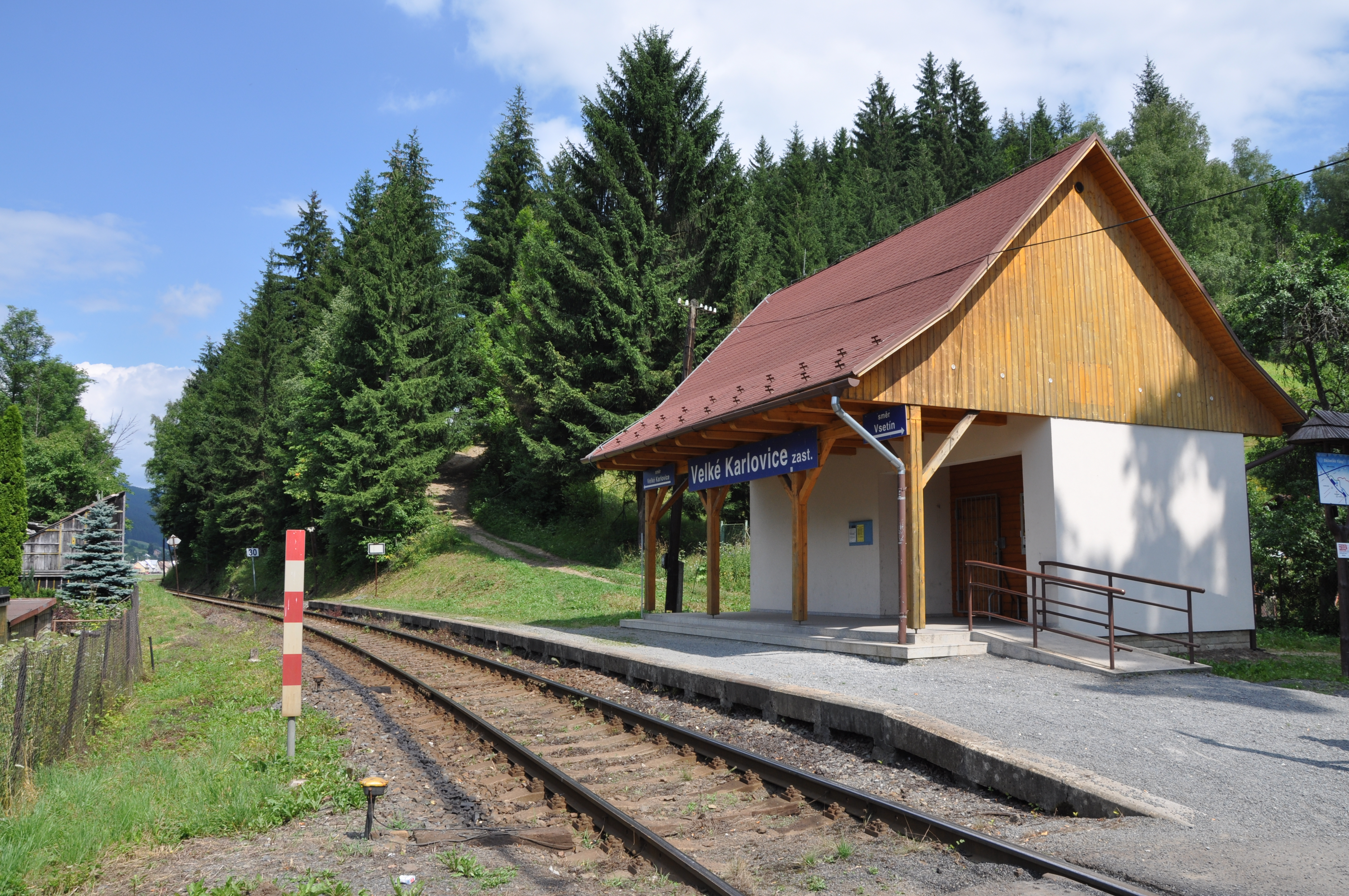
železniční zastávka
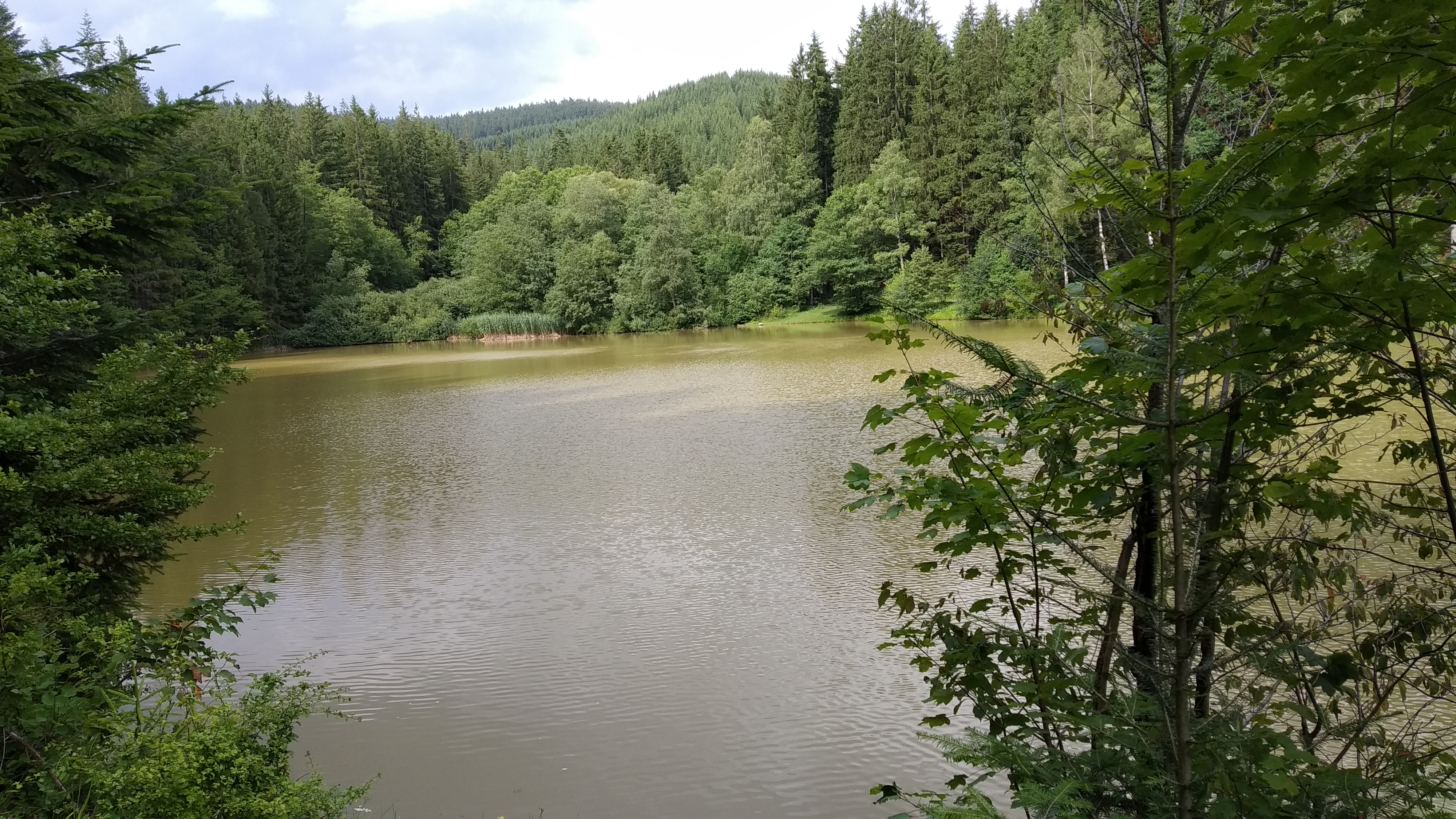
Karlovské jezero
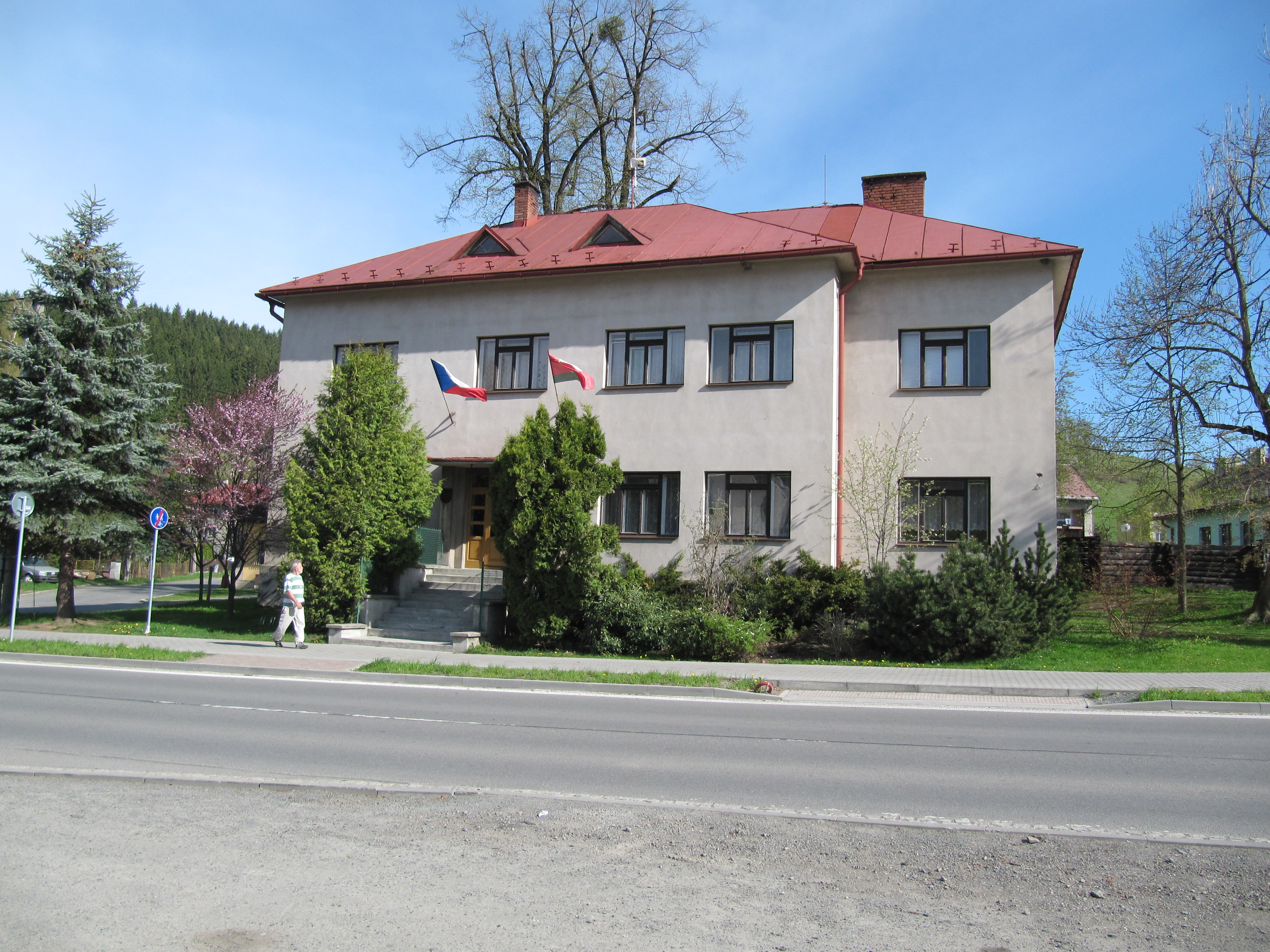
bývalý obecní úřad
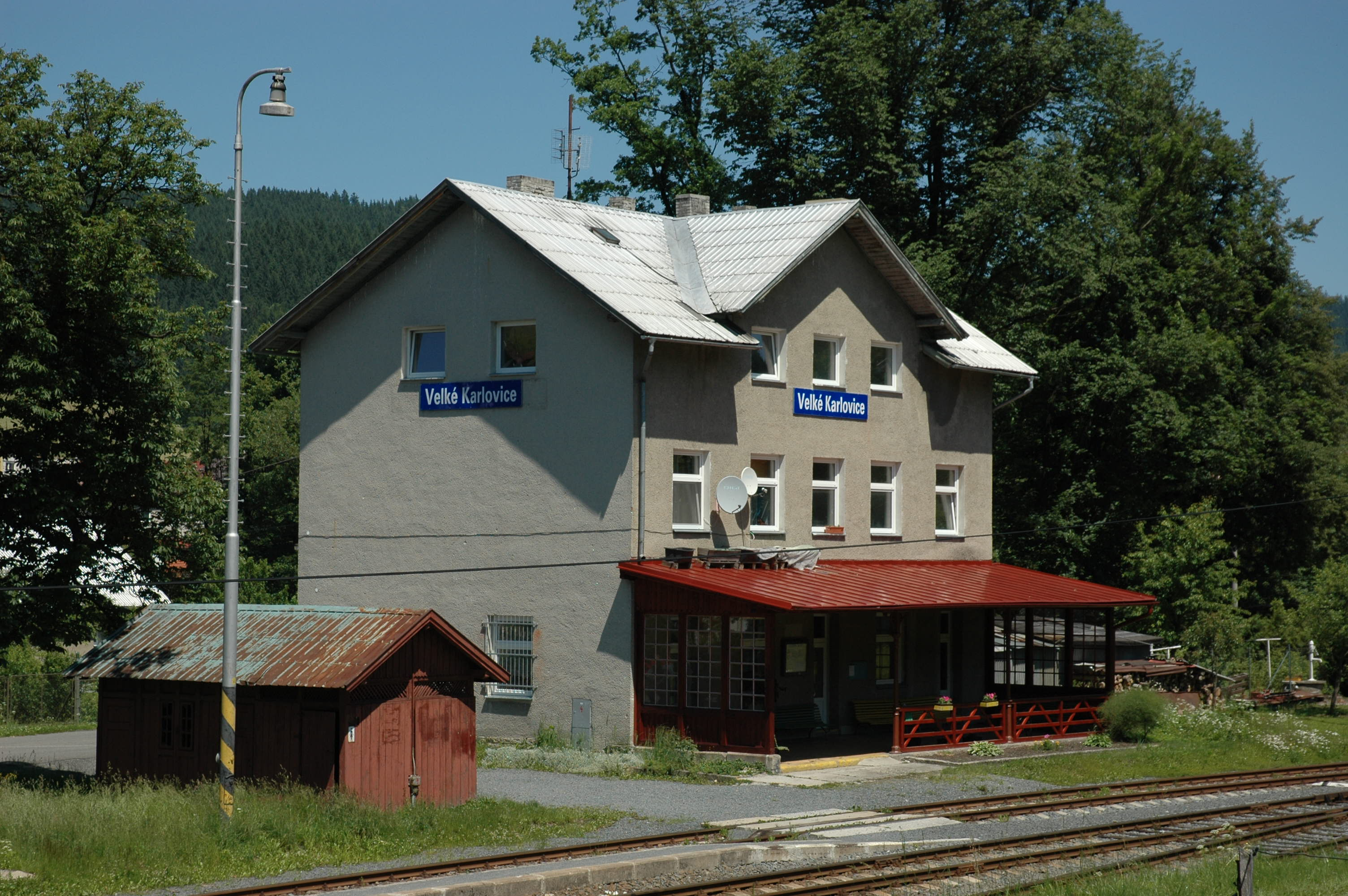
budova bývalého nádraží Velké Karlovice

## Osobnosti
- Svatoslav Galík (1938–2019), reprezentant v orientačním běhu, hoteliér
- Miroslav Graclík (* 1967), spisovatel, publicista a producent
- Karel Hofman (1906–1998), akademický malíř
- Drahomír Jurajda (* 1938), chemik a sportovní pilot
- Ludvík Kalus (1895–1972), středoškolský pedagog, starosta Kyjova
- Jan Kobzáň (1901–1959), osobnost výtvarného umění
- Ondřej Kovařík (* 1980), diplomat, poslanec Evropského parlamentu
- Helena Mičkalová (1935–2011), učitelka, sběratelka lidových pověstí, spisovatelka a kronikářka
- Alois Schneiderka (1896–1958), malíř
- Jakub Štvrtecký (* 1998), biatlonista českého národního týmu
- Viktor Veselý (1887–1966), právník, klavírista, hudební skladatel a pedagog